# Gil Grant
Gil Grant (...) è uno sceneggiatore e produttore televisivo statunitense, creatore di diverse serie televisive.

## Filmografia

### Sceneggiatore
- Operazione sottoveste (Operation Petticoat) – serie TV, 14 episodi (1977-1978)
- Nel tunnel dei misteri con Nancy Drew e gli Hardy Boys (The Hardy Boys/Nancy Drew Mysteries) – serie TV, episodio 3x10 (1979)
- La famiglia Bradford (Eight Is Enough) – serie TV, 11 episodi (1979-1981)
- Il principe delle stelle (The Powers of Matthew Star) – serie TV, episodi 1x16-1x18-1x19 (1983)
- Detective in pantofole (Detective in the House) – serie TV, episodio 1x03 (1985)
- Disneyland – serie TV, episodi 30x17-31x05 (1986)
- Poliziotti in città (The Oldest Rookie) – serie TV, 4 episodi (1987-1988)
- Hull High – serie TV, episodi 1x01-1x02 (1990)
- Covington Cross – serie TV, 13 episodi (1992)
- McKenna – serie TV, episodio 1x01 (1994)
- The Cape – serie TV, episodio 1x02 (1996)
- Relic Hunter – serie TV, 66 episodi (1999-2002)
- Tracker – serie TV, episodi 1x01-1x21 (2001-2002)
- 24 – serie TV, 4 episodi (2002-2003)
- Alien Tracker, regia di Ken Girotti e Bruce Pittman – film TV (2003)
- Mutant X – serie TV, episodio 3x18 (2004)
- NCIS - Unità anticrimine (NCIS: Naval Criminal Investigative Service) – serie TV, 5 episodi (2004-2005)
- Painkiller Jane – serie TV, episodi 1x01-1x22 (2007)
- Army Wives - Conflitti del cuore (Army Wives) – serie TV, episodio 2x10 (2008)
- XIII (XIII: The Series) – serie TV, episodio 1x01 (2011)
- NCIS: Los Angeles – serie TV, 16 episodi (2009-2015)
- Sun Records – serie TV, episodi 1x04-1x05 (2017)